# 止まり木ブルース
『止まり木ブルース』（とまりぎブルース）とは、競馬評論家である塩崎利雄が、1986年より日刊ゲンダイ・競馬面の土曜版に連載中の競馬同時進行ドキュメント小説である。

## 内容
品川・新馬場商店街のバー「再会」が舞台の中心。ストーリーは基本的に実際に行われている中央競馬の日曜日のメインレースに沿って展開され、現実のメインレースを主人公の生まれてこのかたずっと無職で遊び人の博徒である「健坊」が予想をして毎週、大銭を注ぎ込み馬券を買う。時に東西のメインを両方買うこともあれば、東西どちらかしか買わないこともある。ローカル開催（新潟・小倉・福島・中京・函館・札幌）のメインレースは中央場所開催時の重賞や夏開催のメインレース以外では買わない。主人公である健坊の馬券を獲ったり、獲られたりの泣き笑い博徒人生を中心に品川の住人たちの悲喜交々の物語が描かれている。1986年の連載以来、基本的に主要登場人物はほとんど変わっていない。連載がいつまで続き、どういった結末を迎えるのかはまったくの未知数である。物語が1年分まとまった形の単行本も毎年随時発売されている。白竜の主演でVシネマ化もされている。

## 主な登場人物
健坊
主人公。品川生まれの品川育ち。北品川の新馬場商店街を仕切る通称「健坊一家」の総長。ちなみに「健坊一家」といってもヤクザ組織でもなく的屋組織、博徒の組織ではなく、健坊を慕って集まってくる品川の住民たちの総称である。年齢は作品でははっきりとは示されてはいないが推定40代前半。生まれてこのかたずっと無職を貫く、競馬・オートレース・麻雀・花札などギャンブルならなんでもござれ（競輪についての描写はないが、作者の塩崎は2007年の著書『実録 極道記者』で「健坊はすべてのものに手を出している」と述べている）の遊び人で“向こうぶち”（自らは開帳することのない、張り専門の博徒）の博徒。銭を張る度胸と根性は「京浜地区チャンピオン」と称されている。馬券の買い方は、基本的に本命党であり人気馬からの流しが中心。以前はほとんど馬番連勝複式（馬連発売前は枠連）のみだったが、ここ近年は馬単・3連複・3連単などが発売されるようになったために、買い方が変化している。3連単が発売されてからは3連単が中心となってきている。
根城にしている北品川では昔から不良少年としてならし、少年院にいたこともありやくざではないものの、裏の世界に知人・友人が多数いる。しかし、品行悪くとも品性卑しからずをモットーにしており、困っている人・年寄り・子供などには滅法優しい。人情と義理に厚く、弱気を助け強気をくじく男気溢れる性格。根城にしている北品川の新馬場商店街での人望は絶大である。サブと赤シャツという舎弟を抱えており馬券が当たるとこれらの舎弟に祝儀を渡して食わせている。容姿は菅原文太の若い頃を彷彿とさせる苦みばしった渋いいい男とされている。正式に結婚はしていないが、麻里ちゃんという内縁の妻がいる。この健坊については作者である塩崎利雄自らをモデルとしているが、少年院歴の有無をはじめ、「いろいろと」脚色を加えてあるという。
サブ
健坊の舎弟頭。赤シャツの兄貴分。年齢は30代前半。見た目はずんぐりむっくりで出川哲朗似とされている。お調子者で健坊一家のムードメーカー。元々、品川の遊び人だったが健坊に拾われ、ぶら下がりの暮らしをしている。健坊やその他の人々の馬券の当たりを祝儀をもらって生活をしている。無類の女好きでソープランドが大好きである。以前60歳を過ぎた資産家の老婆に気に入られて肉体関係を結びそのときにもらう数十万の小遣いの一部を健坊に上納していた。時には、馬券で負け続ける健坊にまとまった馬券代を用立てるために親分である健坊のためにカラダを張ってでも金を用立ててくる男気も見せる。同じく舎弟である赤シャツとアパートに共同生活している。このサブと赤シャツは連載以来健坊の元を一度たりとも離れたことがない。
赤シャツ
健坊の第2舎弟。サブよりは5厘さがりの弟分。2着の赤いポロシャツを毎日とっかえひっかえ着ているところから赤シャツと呼ばれるようになった。サブと同じく健坊にぶら下がって暮らす無職渡世人。年齢は30代前半。サブとは対照的に長身でサッパリ顔のイケメンとされている（作中では「品川のダルビッシュ」という描写もある）。女は苦手で、ソープ等には付き合いで行く程度。特定の女性と付き合ったエピソードもなし。雀荘で義理麻雀の代走屋をしていたが、健坊の舎弟となり健坊やその他の人々から祝儀を得るぶら下がりの暮らしをしている。競馬のデータに詳しく、栗東にトラックマンの知り合いがいる。
麻里ちゃん
健坊の内縁の妻。銀座の高級クラブのチーママだったが2003年頃の連載で銀座のお店を辞めている。年齢は推定30代前半。実家が下田で資産家の娘。ホステス時代は月収が100万〜200万。亭主である健坊やぶら下がりのサブや赤シャツを「扶養」している。正式に結婚はしていない。健坊がもっとも苦しんでいた時代に知り合ったとされ、その健坊に貢ぎに貢ぎまくって博徒である健坊を支えてきたとされている。「品川の慈母観音」「脅威の貢ぎウーマン」と言われている。かなりの美人らしい。夜の「おねだり」が嫌いではないとされており毎年年明け最初のストーリーではバイアグラを飲んだ健坊が麻里ちゃんと「中身の濃い夜の営み」をすることで麻里ちゃんの機嫌がよくなり、多額のお年玉を弾むというパターンが定番化している。健坊だけにではなく健坊の舎弟や品川の住民にも優しく、気立てのいい出来た女性だと描かれている。しかし最近では健坊のためにならないと以前のように簡単に50万〜100万といったまとまった小遣いを渡すことを自粛している。再会にはあまり顔を出さない。
陽子
元・品川の女雀士。品川の住人にとってはアイドル的存在。ちなみに品川の住人ではない。かつては一晩中雀荘で麻雀を打ち続ける女雀士で高いレートで麻雀をうつ健坊たちのカモだった。しかし、その後付き合っていた大金持ちのパトロンを看取った後に多額の遺産を得る。健坊も陽子に対して本気になりかけた時期もあり、互いに抑えられない気持ちから一度だけ男女の仲になったこともある。しかしサブやマスターなどの周囲の説得で健坊は陽子への恋心を断ち切る。その後、健坊と陽子の関係は物語中ではあいまいにされている。しかし現在でも健坊の大スポンサーであることに変わりはない。以前は、健坊の馬券に陽子が乗れば外れないというジンクスがあった。推定30代前半で容姿はかなりの美人とされている。
留公
健坊の筆頭企業舎弟。北品川の左官屋の2代目棟梁。無類の酒好きでストーリーに登場する時はほとんど泥酔している。健坊同様に競馬が大好きで、時には健坊以上のヒットを飛ばす。健坊をこよなく敬愛しており大きな当たりがきたときはいくらか健坊に上納金を渡し、サブや赤シャツに祝儀を弾むことも多い。健坊の予想を参考にしそれに乗って馬券を買うことも多いが、健坊が不調のときはその買い目を外して買い、自らの馬券を当てるという狡猾ももっている。近年では健坊の馬券があまりに当たらないために親分である健坊が留公の馬券に乗りをかけて買うという展開が多くなってきている。健坊よりも留公の馬券が当たることのほうが多いためオケラになった健坊に留公が祝儀を上納する場面が多くなり、最高相談役とまで目されるようになった。明美ちゃんという妻がおり、2児の父親。
麿呂ちゃん
フルネームは鷹司文磨呂。貴族の子孫で、元大蔵官僚。世俗にうとい公家さん。大金持ちで健坊一家の最高相談役であり大スポンサー。高等数字理論を武器に馬券に挑むが、健坊に出会い純粋にギャンブルの楽しさを知り、いつしか再会の常連になる。健坊が不調でタネが尽きたときに当たり前のように100万単位の義援金を弾む。しかし最近のストーリーではあまりそのパターンは少なくなっている。
マスター
止まり木ブルースの舞台となっている、バー「再会」のマスター。名前はなく「マスター」としてしか呼称がない。登場人物では内妻である麻里ちゃん以外では唯一、健坊と対等の立場で話ができる健坊一家のご意見番。九州男児で顔は鬼瓦のようにごついとされている。若い頃は右翼志望。馬キチやギャンブル好きが集う再会だが、自らはギャンブルはほとんどやらず馬券はGIくらいしか買わない。
ター坊
元タクシー運転手だったが、無類の競馬好きがたたりタクシー会社を首になり白タクの運転手に転業。しかしその後、留公の左官屋で職人として働き始める。健坊との間では親分と舎弟の盃を交わしており、サブや赤シャツの弟分にあたる。
鉄兵
健坊の元舎弟。サブや赤シャツの弟分だった。もともと雀荘のゴロツキで赤シャツの知り合い。赤シャツの紹介で健坊の舎弟となる。身長は150cmほどで小さいが元ボクサーで健坊たちと飲んでいる最中に同じ飲み屋で悪態をつくチンピラを一撃で倒し男を上げたこともある。2003年頃の連載でコンビニエンスストアの店員だった公美子という100キロ級の女に見初められて交際に発展。その後しばらくしてできちゃった結婚を機に正業に就くため、健坊の元から離れペンキ屋になる。いまでも折に触れて再会は訪れている。
伊集院文治
競馬場や場外馬券売り場に落ちている誰かが誤って捨ててしまった当たり馬券を拾って生計を立てる「地見屋」稼業を数十年続けた後、小さな小料理屋を営むようになり、健坊の企業舎弟となる。決して人の悪口を言わない純朴な性格が品川の住人から愛されている。
田沼
健坊の元舎弟頭。一流大学を卒業し商社マンとエリートコースを歩むものの品川で遊び始めギャンブルで食えると脱サラする。物語開始直後は健坊のライバルだった。しかしいつしか健坊の舎弟頭となる。その後、結婚を機にギャンブルから足を洗い健坊の元を離れて船頭となる。しかし現在でも健坊を敬愛しており、現在では登場回数は減ったが健坊の負けが続いて苦しいときにたびたび登場し健坊に軍資金を上納している。
松本豊
現在では勝浦在住で料亭を営んでいる。別名「がってんの松」と言われ、若い頃は大の暴れん坊。傷害で3度の懲役を食らう。懲役を終えて娑婆に戻った頃、健坊に世話になったことに大恩を感じており、たびたび海産物などを健坊や品川の住人のために送っている。登場回数は少ないが折に触れて、超のつく義理堅い、男気ある人物として描かれている。
ボン助
本名は菅原文吾。サブや赤シャツの弟分だった鉄兵が健坊の元を離れた後に入れ替わりで健坊の舎弟となる。実家が建築業を営む金持ちで留公の下で左官屋修行をしていたが、健坊に憧れて弟子入りを志願し健坊の舎弟となる。ボンボン育ちであることから「ボン助」と呼ばれていた。現在では健坊の元を離れているが、折を見て再会には顔を出す。
中島太一
元は品川のスクラップ工場で働いていたが、現在ではオホーツク海でマグロの遠洋漁業船の乗組員。小島太の大ファンで品川時代に小島太絡みの馬券を買いまくってたびたびオケラになっていたが、その頃に何かと健坊に世話になっていた義理を忘れず数ヶ月に一回品川を訪れる。健坊の馬券が当たらずにタネが苦しくなった際に登場することが多く、品川を訪れた際はマグロ漁業で得た賃金の200万〜300万の中から数十万を健坊に上納している。
大西政宏
07年3月のエピソードで初登場、広島出身の31歳。もとは東北で的屋組織に所属していたが、尊敬する兄貴分を小馬鹿にした世話役を刺殺し服役囚となる。8年の懲役が明けると、“水魚の交わり”（いつ、どういう交流があったかは作中で明かされておらず）だったサブを頼り品川に流れ着いた。留が営む左官屋の職人として再出発、「再会」の常連ともなり親方や健坊と馬券談義を繰り広げるようになる。生一本でまっすぐな性格に加え、祝儀・上納金の切れが良いこともあって存在感を示すようになり、登場半年後のエピソードで早くも健坊から「若頭補佐」（サブと呑み分け）の盃を貰うに至った。名前の由来はエピソード中でも触れられているように“地獄のキューピー”として知られる実在したヤクザ、大西政寛。

## 単行本
1991年に1986年〜1987年の連載をまとめた本が白夜書房から出版された。1999年からは前年1月〜12月の連載が年度版として単行本化されている。
- 止まり木ブルース2009（クレイヴ、2010年）ISBN 978-4903262512
- 止まり木ブルース2008（クレイヴ、2009年）ISBN 978-4903262499
- 止まり木ブルース2007（クレイヴ、2008年）ISBN 978-4903262314
- 止まり木ブルース2006（メディアプロダクション、2007年）ISBN 978-4903262130
- 止まり木ブルース2005（メディアプロダクション、2006年）ISBN 978-4903262017
- 止まり木ブルース2004（メディアプロダクション、2005年）ISBN 978-4916109927
- 止まり木ブルース '03（芸文社、2004年）ISBN 978-4874657270
- 止まり木ブルース '02（芸文社、2003年）ISBN 978-4874656235
- 止まり木ブルース2001（日本短波放送、2002年）ISBN 978-4860540043
- 止まり木ブルース2000（日本短波放送、2001年）ISBN 978-4931367906
- 止まり木ブルース '99（日本短波放送、2000年）ISBN 978-4931367661
- 止まり木ブルース '98（日本短波放送、1999年）ISBN 978-4931367425
- 止まり木ブルース1（白夜書房、1991年）ISBN 978-4893672490